# Malay (Aklan)
Malay è una municipalità di terza classe delle Filippine, situata nella Provincia di Aklan, nella Regione del Visayas Occidentale.
Malay è formata da 17 baranggay:
- Argao
- Balabag (situata sull'isola di Boracay)
- Balusbus
- Cabulihan
- Caticlan
- Cogon
- Cubay Norte
- Cubay Sur
- Dumlog
- Manoc-Manoc (situata sull'isola di Boracay)
- Motag
- Naasug
- Nabaoy
- Napaan
- Poblacion
- San Viray
- Yapak (situata sull'isola di Boracay)